# Вудруф, Рон
Рон Вудруф (англ. Ron Woodroof; 3 февраля 1950, Даллас, штат Техас — 12 сентября 1992, там же) — СПИД-активист, основатель общества «Далласский клуб покупателей».

## Биография
По профессии электрик. В марте 1988 года, будучи уже больным СПИДом, основал общество, которое было известно как «Далласский клуб покупателей». Задача общества состояла в поиске и распространении лекарств, помогающих лечить ВИЧ, в то время ещё совсем малоизученную и с трудом поддающуюся лечению болезнь. Он подавал в суд на FDA по поводу запрета лекарства, которыми он пользовался сам и активно распространял среди членов клуба. Умер 12 сентября 1992 года, прожив со СПИДом около 7 лет.

### Личная жизнь
У Вудруфа был весьма переменчивый и взрывной характер. Один репортёр писал о том, что Вудруф принёс пистолет в офис доктора Стивена Паундерса и просил оказать услугу «пристрелив его как пациента[что?]». Позже Вудруф прислал розы доктору и тот принял его обратно.
Некоторые из его друзей заявили репортёрам, что он был геем или бисексуалом. Существуют разные мнения насчет его якобы гомофобных высказываний. Репортёр и сценарист Крэйг Бортен отметил, что Вудруф был «самым настоящим расистом и гомофобом», однако его друзья утверждают обратное.

## После смерти
Его жизнь послужила основой для фильма 2013 года «Далласский клуб покупателей». В фильме его сыграл актер Мэттью Макконахи, который получил множество наград за свою роль, включая премию «Оскар» за лучшую мужскую роль. В фильме образ Вудруфа несколько отличается от реальности, он изображён более грубым, чем был на самом деле. У него были жена, дочь и сестра, о которых в фильме нет упоминаний.